# Montbrió de Tarragona

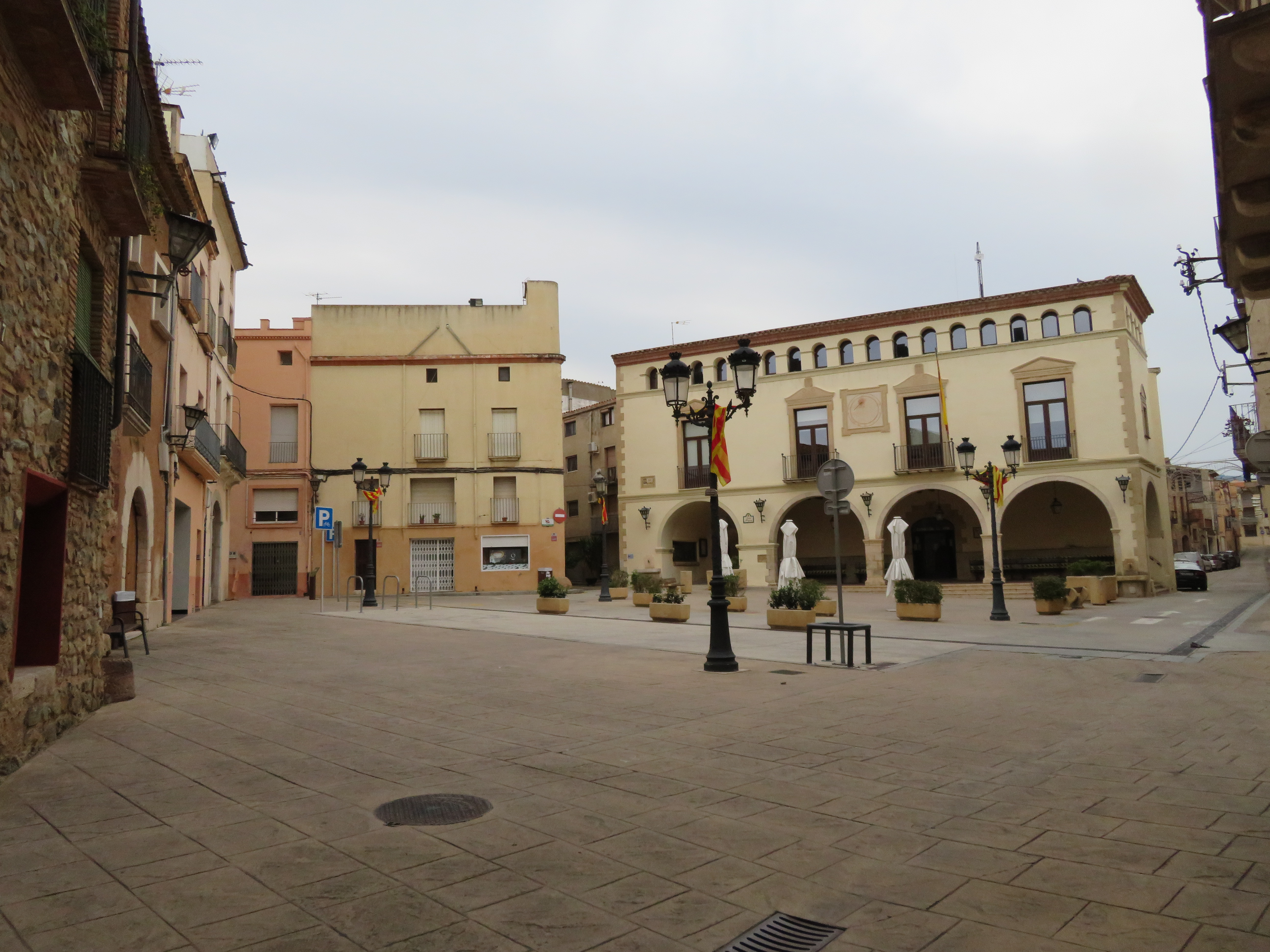
Plaza Ayuntamiento

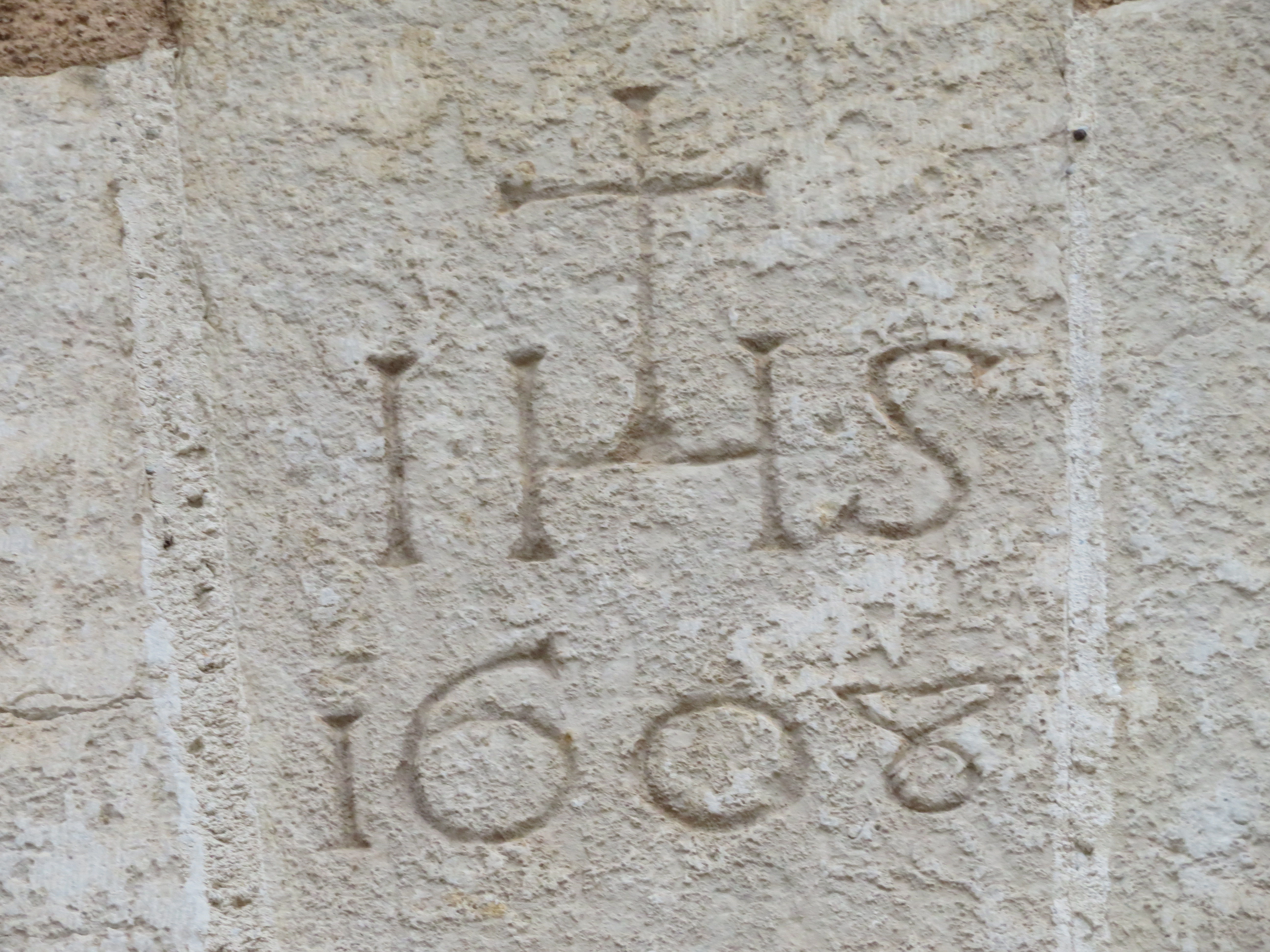
Núcleo histórico de Montbrió de Tarragona

Montbrió de Tarragona (oficialmente en catalán Montbrió del Camp) es un municipio y localidad española de la provincia de Tarragona, en la comunidad autónoma de Cataluña. El término municipal, ubicado en la comarca del Bajo Campo, tiene una población de 3128 habitantes (INE 2024).

## Geografía
El municipio está situado en la zona llana de la comarca, entre los municipios de Cambrils, Viñols y Archs, Botarell y Montroig.

## Historia
Las primeras referencias históricas corresponden al momento en el que Hug de Cervelló, arzobispo de Tarragona, cedió el lugar a Guillem de Jorba para que construyera un castillo en las actuales tierras del municipio. Se desconoce la fecha exacta de esta donación. En 1186, de Jorba cedió parte de este territorio al arzobispo Berenguer de Vilademils. Más adelante los derechos sobre las tierras regresaron a la corona. En 1194 su iglesia sale mencionada en la bula de Celestino III.  
Consta que durante buena parte de la Edad Media y hasta avanzado el siglo XVII, Montbrió formaba parte de la castellanía de Cambrils. En 1274, el rey Jaime I el Conquistador eximió a los vecinos de Montbrió de contribuir a la fortificación de Cambrils bajo el compromiso de amurallar la villa en el plazo de un año. En 1328 el pueblo llegó a un acuerdo con Cambrils para la vigilancia de la costa. 
Las relaciones de los habitantes de ambas poblaciones estuvieron salpicadas de conflictos, como cuando en el año 1406 sus habitantes fueron obligados a participar en la construcción de las murallas de Cambrils, a pesar de que el pueblo de Montbrió ya tenían unas de propias. En el año 1622, Montbrió firmó una concordia con Cambrils y una vez delimitado los límites entre ambos términos, se segregó e inició su actual periodo como término municipal independiente. 
Formó parte de la Comuna del Camp desde 1563 hasta 1710. 
A mediados del siglo XIX, la villa tenía contabilizada una población de 1196 habitantes. Aparece descrita en el decimoprimer volumen del Diccionario geográfico-estadístico-histórico de España y sus posesiones de Ultramar de Pascual Madoz de la siguiente manera:

MOMBRIO DE TARRAGONA: v. con ayunt. en la prov. de este nombre, part. jud. de Reus, aud. terr., c. g. de Barcelona. sit. á la margen der. del r. Salado, con buena ventilacion y clima saludable. Tiene 500 casas y 1 igl. parr. (San Pedro Apostol) servida por un cura de término de provision real y ordinaria, un coadjutos y un beneficiado. El térm. confina con los de Botarell, Riudoms, Viñols, y Arboset. El terreno es llano, de buena calidad; le fertiliza el mencionado r., y le cruzan varios caminos locales. prod. trigo, cebada, vino, aceite y algarrobas; cria algun ganado y caza. ind.: fáb. de aguardiente. pobl.: 333 vec., 1,196 alm. cap. prod.: 7.995,312 rs. imp.: 248,388.
(Madoz, 1848, p. 478)

## Demografía
Cuenta con una población de 3128 habitantes (INE 2024).

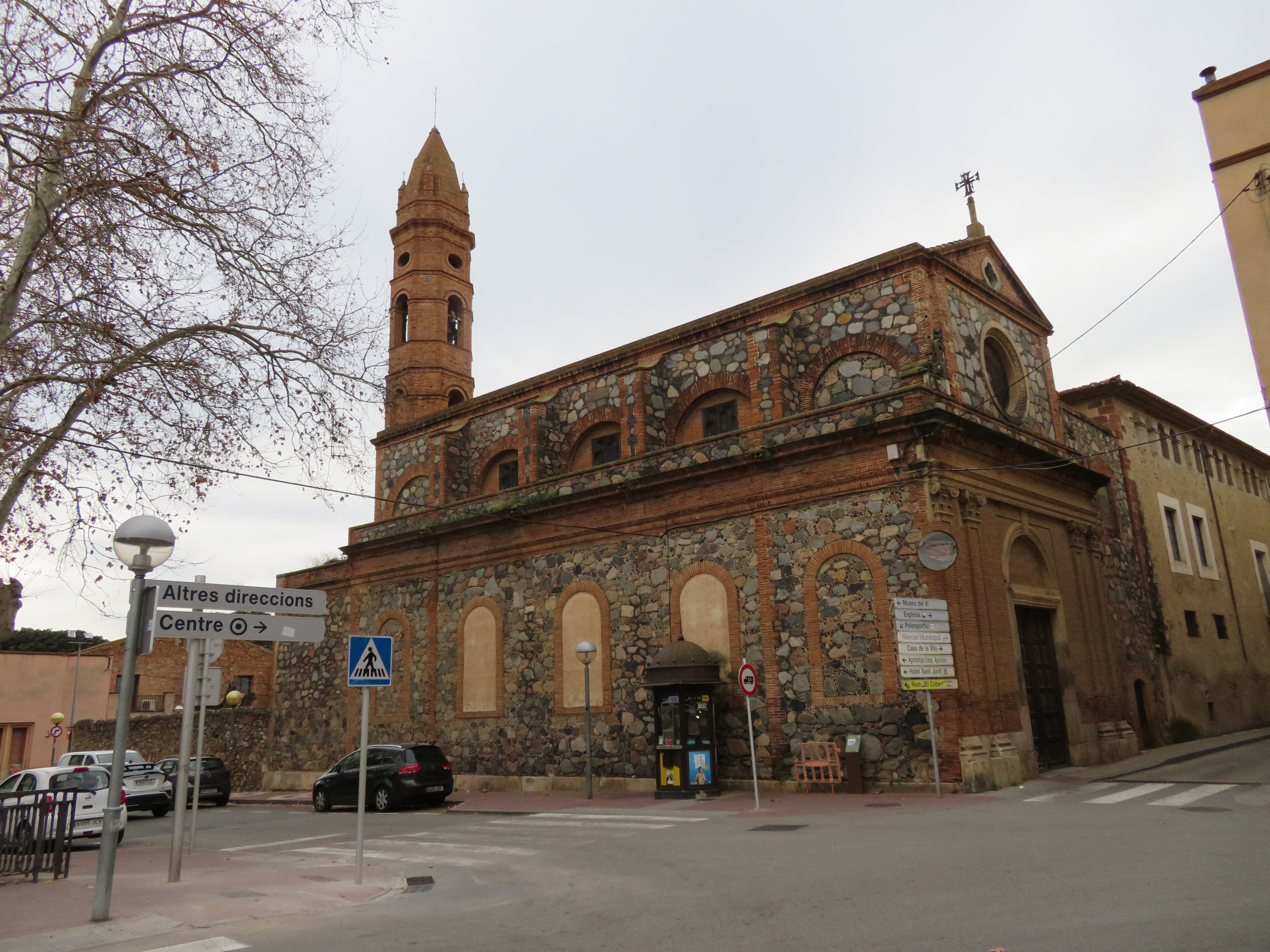
Iglesia del Carmen. Núcleo histórico de Montbrió de Tarragona

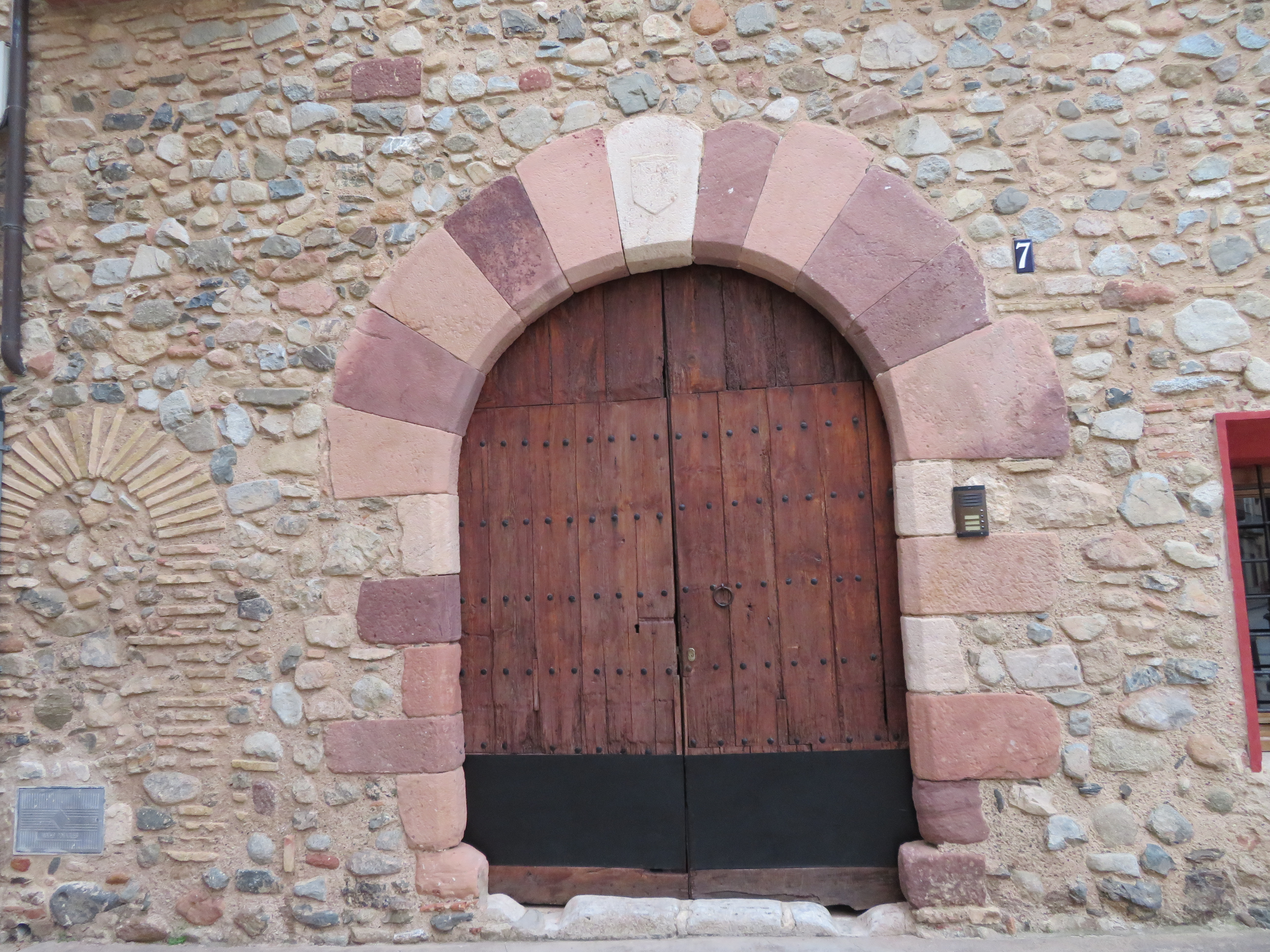
Núcleo histórico de Montbrió de Tarragona

| Gráfica de evolución demográfica de Montbrió de Tarragona entre 1842 y 2021 |
| |
| Población de derecho según los censos de población del INE Población de hecho según los censos de población del INEEn estos censos se denominaba Montbrió de Tarragona: 1842, 1857, 1860, 1877, 1887, 1897, 1900, 1910, 1920, 1930, 1940, 1950, 1960, 1970 y 1981 |

## Economía
La principal actividad económica es la agricultura. Destacan los cultivos de olivo, almendros, algarrobos y viña. También hay cultivos de regadío, especialmente de árboles frutales. Montbrió produce su propio moscatel. El pueblo cuenta también con diversas industrias.
En la década de 1980 se encontró en el término una fuente de aguas termales. En la década de 1990 se construyó un hotel balneario.

## Patrimonio
La iglesia parroquial de Montbrió está dedicada a San Pedro. Es de estilo renacentista y fue construida en 1692. En su interior se conserva un órgano del siglo XVIII de estilo barroco.
Cerca del núcleo urbano se encuentra un edificio conocido como Horta Florida. Fue construido en 1634 y reformado en el siglo XX. Dispone de un interesante jardín y un estanque artificial. También en las afueras se encuentra un santuario dedicado a Sant Antoni, construido en 1704.

## Fiestas
Montbrió celebra su fiesta mayor el 29 de junio, festividad de San Pedro. El tercer sábado de enero celebra la fiesta mayor de invierno, coincidiendo con San Antonio. 

## Personas notables
- Fructuoso Canonge, importante mago del siglo XIX[7]